# Dimbach, Rheinland-Pfalz
Dimbach är en kommun och ort i Landkreis Südwestpfalz i förbundslandet Rheinland-Pfalz i Tyskland.
Kommunen ingår i kommunalförbundet Verbandsgemeinde Hauenstein tillsammans med ytterligare sju kommuner.